# Icchak Jakob Reines
Icchak Jakob ben Salomon Neftali Reines (ur. 27 października 1839 w Karolinie, zm. 1915 w Lidzie) – litewski ortodoksyjny rabin, jeden z głównych ideologów i założycieli syjonistycznego ruchu religijnego Mizrachi.

## Życiorys

### Dzieciństwo i młodość
Icchak urodził się w 1839 roku w miejscowości Karolin w Imperium Rosyjskim (obecnie przedmieścia Pińska na Białorusi). Urodził się w żydowskiej rodzinie. Jego ojciec to rabin Szlomo Naftali Reines. Należał on do grupy uczniów gaona wileńskiego rabina Eliasza Zalmana. Mieli oni silne pragnienie wyemigrowania do Ziemi Izraela, i pod wodzą rabina Israela Schlova osiedlili się w 1809 roku w Jerozolimie i Safedzie. W maju 1834 roku okoliczni chłopi zbuntowali się przeciwko egipskiej władzy Ibrahima Paszy. Podczas tych zajść splądrowana i zniszczona została także własność rabina Szlomo Naftali. Na prośbę zubożałych Żydów z Safedu, rabin Naftali udał się do Królestwa Polskiego i Rosji, aby zbierać pieniądze. Będąc w Warszawie dotarła do niego wiadomość, że w dniu 1 stycznia 1837 trzęsienie ziemi zniszczyło miasto Safed zabijając 2158 mieszkańców (północna żydowska część miasta została niemal całkowicie zniszczona). Zginęli wszyscy członkowie jego rodziny, w tym żona, dzieci i siostra. Za radą przyjaciół, rabin Naftali zamieszkał w Karolinie, gdzie po roku żałoby ponownie się ożenił. W 1839 roku urodził mu się syn Icchak. Otrzymał on tradycyjne religijne wychowanie żydowskie. Jego ojciec stopniowo wprowadzał go w nauki żydowskich myślicieli, a inni nauczyciele bardzo szybko dostrzegli w nim wyjątkowy talent i zrozumienie. Studiował na słynnej jesziwie w Wołożynie, a następnie w Ejszyszkach. Zdobył szeroką wiedzę w Talmudzie i Torze, oraz został wyświęcony na rabina. W wieku 18. lat poślubił córkę rabina Josefa Razena.

### Praca publiczna
Od 1867 roku Icchak Reines został wybrany na rabina w mieście Święciany na Litwie. Do nowych obowiązków podszedł bardzo poważnie, a zebrane doświadczenia opublikował w 1869 roku w książce „Świadectwo Jakuba” (Edut be-Jaakob). W tym samym roku został wybrany na rabina w mieście Lida. Rabin Reines opracował racjonalne podejścia do nauki Talmudu, które w 1880 roku przedstawił w książce „Chotem Tochnit”. Był to nowy plan dotyczący unowocześnionej metody logicznego studiowania Talmudu przy pomocy praw matematycznych. Książka ta spotkała się z burzliwym odzewem. Wielu rabinów i uczonych wysłało do Reinesa listy z uznaniem i podziękowaniami, jednak spotkały go także negatywne opinie. Liczne kręgi ortodoksyjne obawiały się wprowadzania jakiejkolwiek nowoczesnej metody studiów, uznając nową metodę za niedopuszczalną dla studentów Talmudu. W ten sposób Reines stał się przyczyną kontrowersji wśród talmudycznych uczonych. Rabini różnych społeczności publicznie debatowali nad jego metodą, która była jak na ówczesne czasy bardzo odważna i innowacyjna.
Reines widział, że dotychczasowe metody żydowskiej edukacji są niewystarczające do zmieniających się warunków otoczenia. Wielu młodych Żydów uczyło się w tradycyjnych szkołach religijnych Talmud Tora, korzystając z istniejących placówek edukacyjnych, spotkań i seminariów. Jednak, gdy ktoś chciał zdobyć ogólne wykształcenie, nauka ta była niemożliwa do zdobycia w religijnych szkołach żydowskich. Były one dostosowane do potrzeb ortodoksyjnych Żydów, którzy ubierali się w tradycyjny sposób i żyli zgodnie ze starymi zwyczajami. Z tego powodu wielu bardziej postępowych młodych Żydów odchodziło do innych typów edukacji, porzucając drogę kształcenia religijnego. Bardzo często zjawisko to było połączone z postępującym procesem asymilacji. Wielu młodych Żydów spotykało się potajemnie, angażując się w studia świeckie, czytanie literatury i poznawanie obcych języków. Działania takie spotykały się z potępieniem licznych rabinów, którzy przeciwstawiali się wszelkim oznakom postępu lub reformacji. W rezultacie, dla młodych ludzi świat studiów talmudycznych i świat edukacji świeckiej były dwoma przeciwstawnymi światami, które nie mogły istnieć razem obok siebie. Rabin Reines widział niebezpieczeństwo tkwiące w tym narastającym rozłamie w młodym żydowskim pokoleniu. Usilnie poszukiwał sposobów złagodzenia tego zjawiska. Doszedł do przekonania, że nauka i religia są komplementarne i spójne ze sobą. A ponieważ młodzi ludzie nie mogli znaleźć pewnych nauk w jesziwie i w domu, należało zmodyfikować proces kształcenia. Reines zaproponował wprowadzenie świeckiego programu studiów. W nowej sytuacji młodzi ludzie mogli studiować Talmud i Torę, a jednocześnie nie ukrywając się poznawać wiedzę świecką.
W 1882 roku Reines uczestniczył w konferencji rabinów w Petersburgu, na której rozważano plany poprawy moralnej i materialnej kondycji rosyjskich Żydów. Na konferencji przedstawiono propozycję rabina Reinesa, aby program nauczania poza studiami talmudycznymi obejmował także naukę przedmiotów świeckich. Propozycja ta napotkała na silny sprzeciw ze strony starszych rabinów. Reines nie poddał się jednak, i w tym samym roku założył w Lidzie własną jesziwę Tora Vodaas (Tora i Nauka). Do tej nowoczesnej jesziwy przyjeżdżali studenci z całej Rosji. Czas nauki trwał dziesięć lat, podczas których studenci zdobywali niezbędną wiedzę rabiniczną do uzyskania święceń na rabina. Edukacja świecka umożliwiała im spełnienie państwowych wymogów na rządowego rabina. W ten sposób realizowano zamiar rządu rosyjskiego, który chciał by w Rosji służyli rosyjskojęzyczni rabini. Pojawiła się jednak silna opozycja w kręgach żydowskich, która zmusiła w 1886 roku Reinesa do zamknięcia jesziwy. Kolejne próby jej przywrócenia nie powiodły się. Mniej więcej w tym samym czasie, społeczność żydowska z Manchesteru w Anglii zaprosiła Reinesa do siebie. Przebywał tam przez trzy miesiące, wymieniając się swoją wiedzą i doświadczeniem. Uznał jednak, że Anglia nie jest właściwym dla niego miejscem do nauczania i powrócił do Rosji. Zamieszkał w Lidzie, gdzie w 1905 roku ponownie założył szkołę religijną Tora Vodaas. Reines odegrał także ważną rolę w utworzeniu instytucji kolel, która umożliwiała żonatym mężczyznom kontynuowanie studiów talmudycznych po zakończeniu edukacji w jesziwie.
W dniu 7 marca 1891 roku zmarł jego syn Mojżesz (ur. 1870 w Lidzie), który również był rabinem.

### Działalność syjonistyczna
Rabin Reines w bardzo młodym wieku miał pierwsze kontakty z ideami wczesnego ruchu syjonistycznego. Już jako młody człowiek słyszał nauki rabina Cwi Hirsz Kaliszera, że Żydzi powinni świadomie i aktywnie działać „powoli dochodząc do odkupienia Izraela”. Według jego zdania, powrót Żydów do Ziemi Izraela miał być pierwszym krokiem w Bożym dziele zbawienia ludzkości. Reines zafascynowany tymi ideami wymienił listy z rabinem Kaliszerem. Kolejny wpływ na niego wywarły poglądy rabina Samuela Mohylewer. Kilkakrotnie spotkali się razem, wymieniając się poglądami na temat perspektyw i możliwości osadnictwa żydowskiego w Palestynie. Reines przyłączył się do organizacji Chowewej Syjon, promując w niej ideę rozbudowy żydowskich kolonii w Palestynie w połączeniu z działalnością religijną. W jego opinii należało połączyć kolonizację Ziemi Izraela z szeroko pojętą akcją edukacyjną. Jednym z jego planów było stworzenie szerokiej sieci szkół różnych szczebli i typów, które miały stworzyć w Ziemi Izraela centrum nauczania Tory dla narodu żydowskiego. Plan ten popierał rabin Mohylewer, został jednak uznany za zbyt fantazyjny i odrzucony z powodu braku środków potrzebnych do jego realizacji.
Kiedy w 1896 roku Theodor Herzl opublikował swój słynny artykuł „Państwo żydowskie” (niem. Der Judenstaat), rabin Reines przywitał jego poglądy z wielkim zainteresowaniem. Czekał jednak dwa lata z przystąpieniem do nowego ruchu syjonistycznego. Sam Herzl bardzo szybko uznał potrzebę uzyskania wsparcia rabinów dla Światowej Organizacji Syjonistycznej, i Reines był jednym z pierwszych rabinów, którzy odpowiedzieli na to wezwanie. W 1899 roku wziął udział w Trzecim Kongresie Syjonistycznym w Bazylei. Kongres wywarł na nim duże wrażenie. Spotkał tam Żydów z całego świata, wymieniających swoje poglądy na odrodzenie i zbawienie Izraela. Reines był zaskoczony różnorodnością idei istniejących na ten sam temat. Dla większości świeckich syjonistów elementem integrującym stała się kultura. W ich odczuciu to właśnie żydowska kultura miała być podstawowym czynnikiem jednoczącym wszystkich Żydów na całym świecie. Intencją Światowej Organizacji Syjonistycznej było udostępnienie Żydom świeckiej kultury narodowej. Hasłem wielu działaczy były słowa: „Być wolnym w naszym kraju”, rozumiane w znaczeniu, być wolnym nie tylko od jarzma pogan, ale także od ciężaru Tory i przykazań. Rabin Reines sprzeciwiał się tym poglądom, twierdząc, że syjonizm przynosi nie tylko ożywienie polityczne i gospodarcze, ale jego celem powinno być także odrodzenie duchowe narodu. Reines popierał także kwestię odrodzenia języka hebrajskiego i był zadziwiony faktem, że podczas kongresu przemawia się głównie po niemiecku. W ironiczny sposób był jedynym przemawiającym na kongresie po hebrajsku. Jego argumenty nie znajdowały uznania. Także podczas Czwartego Kongresu Syjonistycznego, który odbył się w 1900 roku w Londynie jego propozycje odrzucono z porządku obrad. W 1901 roku na Piątym Kongresie Syjonistycznym w Bazylei doszło do wielkiej debaty między religijnymi i świeckimi syjonistami. Rabin Reines zawarł swoje przemyślenia w opublikowanej w 1902 roku książce „Nowe światło na Syjonie” (Or chadasz al Syjon). Omówił w niej wszystkie kwestie i argumenty stawiane przez przeciwników syjonizmu. Postarał się odpowiedzieć na każde pytanie, dokonując uważnej analizy różnych części organizacji syjonistycznej. Wyraził swoje zadowolenie z powstania nowego ruchu syjonistycznego, dodając, że wielkim jego przywilejem jest, że wielu zasymilowanych Żydów może w ten sposób powrócić do własnego narodu i religii. Promując połączenie idei syjonistycznych z duchowymi wartościami judaizmu, Reines stał się twórcą syjonizmu religijnego, dążąc jednocześnie do odnowienia judaizmu. Uważał on, że średniowieczni Żydzi czekali na działanie Boskiej ręki, natomiast współcześni Żydzi widzą Boską rękę w historii, szczególnie w powrocie wygnanych do własnej ojczyzny (alija). W tym celu zlecił napisanie odpowiedniej książki, opisującej żydowską historię. Miała być ona wykorzystywana w edukacji.
W 1902 roku rabin Reines zorganizował w Wilnie konferencję religijnego ruchu syjonistycznego, na której powstała organizacja Mizrachi. Na jej założycielskiej konwencji w Bratysławie (1904 rok), Reines został jej liderem. W swojej dalszej działalności korzystał on z doświadczeń Chowewej Syjon i własnych badań nad poglądami wewnątrz ruchu syjonistycznego. Jego postawa odzwierciedlała relacje między judaizmem a świeckim ruchem narodowym. Dla Reinesa oczywistym był pozytywny wpływ religii, który umożliwiał odrodzenie duchowe narodu żydowskiego w Palestynie i zachowanie unikalnego charakteru państwa żydowskiego. Mizrachi postawiło sobie podwójny cel: (1) propagować ducha judaizmu wobec syjonizmu, a także rozszerzać i wzmacniać wpływ religii w syjonizmie, oraz (2) propagować ducha judaizmu wśród Żydów na całym świecie, zachęcając jednocześnie do przyjęcia idei syjonizmu i powrotu do Ziemi Izraela. Theodor Herzl obawiał się rozłamu w ruchu syjonistycznym i z zadowoleniem przyjął powstanie organizacji religijnego ruchu syjonistycznego. Rabin Reines nie zajmował przy tym radykalnego stanowiska przy religii, i szukał kompromisu z kulturą. Wypracowano stanowisko, że religijni Żydzi będą posiadać edukację religijną, natomiast świeccy otrzymają edukację świecką. Miały więc powstać dwa oddzielne systemy szkolne – jeden świecki z wpływami syjonistycznej kultury, i drugi religijny utrzymywany przez religijnych.
W dniach 23-28 sierpnia 1903 roku w Bazylei odbył się Szósty Kongres Syjonistyczny. Stał się on miejscem konfrontacji między Herzlem i jego zwolennikami a syjonistami odrzucającymi brytyjską propozycję osiedlenia się żydowskich kolonizatorów w Ugandzie. Herzl widział, że wszystkie dotychczasowe starania zakończyły się niepowodzeniem, a jedyną sensowną propozycją pozostającą na stole negocjacji był brytyjski plan ugandyjski. Z punktu widzenia kwestii żydowskiej sytuacja wymagała poszukiwania pilnego rozwiązania, gdyż w carskiej Rosji nasilały się pogromy, i należało znaleźć miejsce ucieczki dla tysięcy rosyjskich Żydów. Herzl podkreślał przy tym, że plan ugandyjski ma charakter tymczasowego rozwiązania, a końcowym celem syjonizmu nadal pozostaje Palestyna. Rabin Reines poparł Herzla i plan ugandyjski. Plan ten stał się przyczyną wielkiego wewnętrznego kryzysu w ruchu syjonistycznym.
W 1905 roku Reines zrealizował swoje marzenie, otwierając jesziwę w Lidzie. Była to jesziwa nauczająca zarówno wiedzy religijnej, jak i świeckiej. Zmarł w 1915 roku w Lidzie.

## Znaczenie
Rabin Reines był bardzo ważną postacią ruchu syjonistycznego. Był jednym z głównych ideologów i założycieli syjonistycznego ruchu religijnego Mizrachi.
Na jego cześć nazwano izraelski moszaw Sede Ja’akow.

## Publikacje
- Edut bi Jehosef. Wilno: 1866. Brak numerów stron w książce
- Edut be-Jaakob. Wilno: 1872. Brak numerów stron w książce
- Chotem tochnit. 1880. Brak numerów stron w książce
- Scha'are orah. Wilno: 1886. Brak numerów stron w książce
- Orim gedolim. 1887. Brak numerów stron w książce
- Nod schel dema'ot. 1891. Brak numerów stron w książce
- Or schibath hajomim. Wilno: 1896. Brak numerów stron w książce
- Orach wesimcha. Wilno: 1898. Brak numerów stron w książce